# Minsen
Minsen er en landsby i kommunen Wangerland i Landkreis Friesland i Niedersachsen med cirka 300 indbyggere. På grund af de 4 kilometer mod vest beliggende feriebyer Horumersiel-Schillig og Hooksiel er Minsen præget af den såkaldte bløde turisme, det vil sige at skade naturen så lidt som mulig og at opleve naturen intensiv og oprindelig.
Minsen ligger i det nordøstlige hjørne af den ostfriesiske halvø. Den på et værft beliggende bymidte befinder sig cirka en kilometer syd for det nuværende havdige ud til Nordsøen. Byen er omgivet af det kysttypiske marsklandsskab. Lige ved siden af ligger, ligeledes på et værft, den lille landsby Förrien. Desuden er der omkring byen en del andre mindre bosættelser som Norderaltendeich, Diekhausen, Küstersmatt og gårde som for eksempel Minser Hammrich, der ligger i nærheden af Förrien. Hovedsædet for kommuneforvaltningen i Wangerland ligger i Hohenkirchen seks kilometer mod sydvest. Andre nabobyer er det fem kilometer vestlig beliggende kurbad Horumersiel ved Schillig og den ni kilometer fjernt liggende badeby Hooksiel. De tilhører også storkommunen Wangerland.
Bygningen overfor kirken rummer den lokale turistinformation, men bruges også til kulturelle foranstaltninger som diasforedrag, foto- maleriudstillinger og musikforanstaltninger.
Kystregionen ved Minsen er en del af Nationalpark Niedersächsisches Wattenmeer. Bag nordsødiget til vadehavet ligger saltengen Elisabeth-Außengrodens. Den cirka indtil 500 meter brede og i alt otte km² store salteng er en af det nedersaksiske vadehavs største salteng-områder. 500 Meter nord for byens centrum ligger regionen første dige Norderalten-Deich, som er dateret til at være fra det 12. århundrede. Også i nutiden ses en forhøjning, som løber paralellt med gaden af samme navn. Mod øst til farvandet Innenjade ved Wilhelmshaven, forløber det ligeledes gamle "Osteralten-Deich". På grund af beliggenheden nær ved Nordsøen var bebyggelsen gennem i 1164, 1362, 1717 og 1825 udsat for Stormfloder. De seks meter høje værft forhindrede for det meste skade på liv og ejendom. Under Julestormfloden i 1717 druknede der i området omkring Minsen cirka 255 ud af en befolkning på cirka 1.000 indbyggere. Under Stormfloden i Nordtyskland i 1962 forekom der kun orkanskader i landsbyen. I nutiden beskytter et cirka otte meter højt dige kystregionen. På diget ved Minsen græsser der om sommeren cirka 800 får.

## Historie
Minsen stammer sandsynligvis fra en lille bosættelse ,som oprindelig hed Minsingen. Den første ordhalvdel kommer fra Mins landsbyens grundligger, som også i nutiden er et brugbart fornavn. Den anden ordhalvdel –ing står for følgeskab og blev regelmæssig hængt på grundlæggerens navn.
Landsbyen var sandsynligvis i år 500 en flad bosættelse uden værfter og er i middelalderen blevet ophøjet til bakkeformede værfter. I det 12. århundredet blev landsbyen beskyttet fra Nordsøen af diget Norderalten-Deich. 1317 blev byen første gang nævnt skriftligt som Minnenze.
Den gamle landsbykerne ligger på et cirkelformet værft med en diameter på cirka 220 meter og en højde på seks meter. Derpå er husene cirkulært placeret. Kirkeværftet, med kirken og kirkegården, har en diameter på cirka 60 meter og en højde på to meter. Under digebrud ved stormflod og i krigstider søgte indbyggerne beskyttelse i kirken.
Landsbyen Minsen var i flere århundreder en selvstændig kommune. Med sin store kirke, var kirken også et samlingssted for de omliggende landsbyer. 1828 bestod Minsen af 22 huse, hvis beboere var landarbejdere og gårdejere. Omkring 1880 da den økonomiske situation forringedes, udvandrede cirka 100 personen til Amerika. Først da Wilhelmshaven i slutningen af det 19. århundrede blev hjemsted for den tyske krigsmarine, gav det igen arbejde. Efter en katastrofal stormflod i 1855 hørte øen Wangerooge indtil 1885 til Minsen. Indtil den 2. verdenskrig havde landsbyen gennemsnitlig 140 indbyggere og 30 landbrug. Derefter steg indbyggertallet på grund af tilgang af flygtninge fra det østlige Tyskland. Nye nybyggerområder i 1950erne- og 1960erne, sørgede for yderligere tilgang. Den før selvstændige Minsen kommune blev den 1. februar 1971 til en del af Wangerland kommune. Dermed blev regionen nord for Jever, som i århundreder bar navnet Wangerland, lagt sammen til en storkommune. Dette område af halvøen "Ostfriesischen Halbinsel var, ligeson øen Wangerooge, aldrig en del af Ostfriesland, men høre i stedet til Landkreis Friesland.
Allerede før den 1. verdenskrig byggede den Kaiserliche Marine, på grund af den i nærheden beliggende sejlrende der Jade til marinestation Wilhelmshaven øst for Schillig, to marineartilleri kystbefæstinger. De lå mellem Minsen og Schillig og blev henholdsvis betegnet som Wiesenbatterie og Deichbatterie. Begge forter havde dimensioner af cirka 100 × 500 meter med Kasemat, bunker og en beskyttende vandgrav. Disse artilleri-stillingers opgave var at bekæmpe fjendtlig indtrængende sømål (skibe). Efter den 1. verdenskrig blev begge de to militæranlæg demilitariseret, men blev på grund af den tyske genoprustning fra 1935 igen genoprettet. Derved blev de med to videre kanonenstillinger i Schillig (Wattbatterie) og i Horumersiel (Sielbatterie) en del af den militære kystbevogtning omkring Wilhelmshaven. Det vidtrækkende artilleri nåede kun at blive indsat i de sidste krigsdage i den 2. verdenskrig, da de beskød fjendtlige landtropper. Selv blev de hverken angrebet fra havet eller fra luften, men batterierne blev efter krigen sprængt af de engelske besættelsestropper.
I Minsen byggede belgiske krigsfanger i 1944 ved siden af kirken en Lazaretbunker, der i nutiden skjuler sig i et krat. En sprængning i 1949 mislykkedes, da der på grund af nærheden til kirken var umuligt at benytte det tilstrækkelige dynamit.

## St. Severinus und Jakobus-Kirche
Den evangeliske-lutheranske Kirke i Minsen "St. Severinus und Jakobus-Kirche" har St. Severinus og Jacobus somSkytshelgener. Kirken er Wangerland og halvøen Ostfrieslands nordligste kirke. Forløberen for den nuværende kirke kan i følge sagnet føres tilbage til ærkebiskop Aldag von Bremen (953–988). Den nuværene kirke er en romansk kirke fra omkring 1250. Med målene fra 12 × 33 meter og en højde på ti meter er kirken et indtryksfuldt gudshus. De indtil 1,5 meter tykke mure består udvendig af granitblokke. Indervæggene er af teglsten (som allerede blev fremstillet i Jeverland i det 13. århundrede). Beliggenheden i nærheden af Nordsøen (1.000 meter) har gennem tiderne ofte beskadiget kirkens facade og tag og dermed til at fugten kunne trænge ind. Fra 1980 fulgte en omfangsrig renovering. Kirkeklokkerne er anbragt i et separat klokketårn af røde mursten. Den ældste klokke er fra 1747, en lettere klokke fra 1935 og den nyeste fra 1960.
Alteret fra det 17. århundrede, kom til Minsen fra den i 1998 nedlagte kirke i Groß-Partwitz ved Hoyerswerda i Sachsen.
Kalkmaleriet over alteret er fra omkring 1600 og viser Jesus som verdens dommer med sværd og lilje.
Orgelet fra 1841 er bygget af den oldenburgske mester Schmid.